# 리양숙
리양숙(1916년~?)은 조선민주주의인민공화국의 정치인이다.

## 경력
- 1953년: 함경남도 당 위원회 부부장
- 1959년: 경공업부 부상
- 1960년: 평안남도 경제위원회 위원장
- 1961년: 함흥시 경제위원회 위원장
- 1962년: 상업상
- 1962년: 경공업위원회 경공업총국장
- 1962년: 최고인민회의 제3기 대의원
- 1963년: 경공업상
- 1967년: 방직 제지공업상
- 1967년: 최고인민회의 제4기 대의원
- 1979년: 평안남도 행정위원회 위원장
- 1980년: 당 중앙위 후보위원
- 1986년: 화학경공업위원회 부위원장
- 1988년: 정무원 경공업위원회 위원장
- 1989년: 정무원 경공업위원회 지방공업부 부부장[2]